# Jocs Olímpics d'Hivern de 1952
Els Jocs Olímpics d'Hivern de 1952, oficialment anomenats VI Jocs Olímpics d'Hivern, es van celebrar a la ciutat d'Oslo (Noruega) entre els dies 14 i 25 de febrer de 1952. Hi participaren un total de 694 esportistes (585 homes i 109 dones) de 30 comitès nacionals que competiren en 6 esports i 22 especialitats.

## Ciutat candidata
En la 40a Sessió del Comitè Olímpic Internacional (COI) realitzada a Estocolm (Suècia) el 21 de juny de 1947 s'escollí a la ciutat d'Oslo com a seu dels Jocs Olímpics d'hivern de 1952 per davant de:
| Ciutat            | CON          | Ronda 1 |
| Oslo              | Noruega      | 18      |
| Cortina d'Ampezzo | Itàlia       | 9       |
| Lake Placid       | Estats Units | 1       |

## Comitès participants
En aquests Jocs Olímpics participaren un total de 694 competidors, entre ells 585 homes i 109 dones, de 30 comitès nacionals diferents.
Participaren per primera vegada en uns Jocs Olímpics d'hivern els comitès de Nova Zelanda i Portugal; retornaren a la competició Austràlia, Alemanya (si bé únicament la República Federal d'Alemanya envià esportistes) i el Japó. Corea del Sud, Liechtenstein i Turquia no participaren en aquests Jocs.
| - Alemanya (53) - Argentina (12) - Austràlia (9) - Àustria (39) - Bèlgica (9) - Bulgària (10) - Canadà (39) - Dinamarca (1) - Espanya (4) - Estats Units (66) |  | - Finlàndia (50) - França (26) - Grècia (3) - Hongria (12) - Islàndia (11) - Itàlia (34) - Iugoslàvia (6) - Japó (13) - Líban (1) - Nova Zelanda (3) |  | - Noruega (73) - Països Baixos (11) - Polònia (30) - Portugal (1) - Regne Unit (18) - Romania (16) - Suècia (65) - Suïssa (54) - Txecoslovàquia (22) - Xile (3) |

## Esports disputats
Un total de 6 esports foren disputats en aquests Jocs Olímpics, realitzant-se un total de 22 proves. En aquesta edició s'eliminà la prova de skeleton i es realitzà com a esport de demostració una prova de bandy.

## Fets destacats

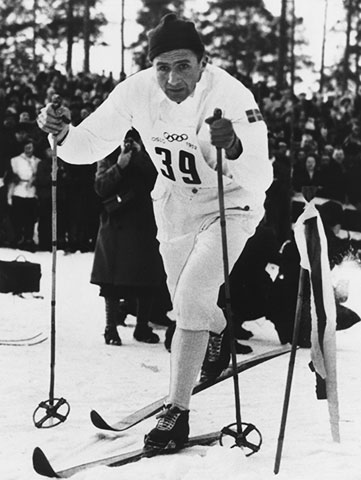
Imatge de Nils Karlsson durant els Jocs.

- Per primera vegada fou encesa la flama olímpica en uns Jocs Olímpics d'Hivern.
- El noruec Hjalmar Andersen es convertí en el gran triomfador dels Jocs en aconseguir tres medalles d'or en el patinatge de velocitat sobre gel.
- El nord-americà Dick Button, alumne de Pierre Brunet, es converteix en el primer home a aconseguir realitzar un triple salt en la prova de patinatge artístic sobre gel.
- Més de 150.000 espectadors assisteixen al concurs de salts amb esquís, exemplificant l'enorme popularitat que aconseguiren els Jocs a Noruega.
- Per primera vegada s'inclou una prova en categoria femenina dins els programa oficial de l'esquí de fons, en aquesta ocasió la prova de 10 quilòmetres. En la prova d'esquí alpí s'introdueix la modalitat de l'eslàlom gegant, eliminant-se del progrma la prova de combinada.

## Medaller
Deu comitès amb més medalles en els Jocs Olímpics de 1952. País amfitrió ressaltat.
| Jocs Olímpics d'hivern de 1952 | Jocs Olímpics d'hivern de 1952 | Jocs Olímpics d'hivern de 1952 | Jocs Olímpics d'hivern de 1952 | Jocs Olímpics d'hivern de 1952 | Anells Olímpics |
| Posició                        | País                           | Or                             | Plata                          | Bronze                         | Total           |
| 1                              | Noruega                        | 7                              | 3                              | 6                              | 16              |
| 2                              | Estats Units                   | 4                              | 6                              | 1                              | 11              |
| 3                              | Finlàndia                      | 3                              | 4                              | 2                              | 9               |
| 4                              | Alemanya                       | 3                              | 2                              | 2                              | 7               |
| 5                              | Àustria                        | 2                              | 4                              | 2                              | 8               |
| 6                              | Canadà                         | 1                              | 0                              | 1                              | 2               |
| 6                              | Itàlia                         | 1                              | 0                              | 1                              | 2               |
| 8                              | Regne Unit                     | 1                              | 0                              | 0                              | 1               |
| 9                              | Països Baixos                  | 0                              | 3                              | 0                              | 3               |
| 10                             | Suècia                         | 0                              | 0                              | 4                              | 4               |

### Medallistes més guardonats
Categoria masculina
| Nom              | CON      | Disciplina             | Or | Plata | Bronze | Total |
| Hjalmar Andersen | Noruega  | Patinatge de velocitat | 3  | 0     | 0      | 3     |
| Lorenz Nieberl   | Alemanya | Bobsleigh              | 2  | 0     | 0      | 2     |
| Andreas Ostler   | Alemanya | Bobsleigh              | 2  | 0     | 0      | 2     |
| Hallgeir Brenden | Noruega  | Esquí de fons          | 1  | 1     | 0      | 2     |
| Stein Eriksen    | Noruega  | Esquí alpí             | 1  | 1     | 0      | 2     |

Categoria femenina
| Nom                  | CON          | Disciplina | Or | Plata | Bronze | Total |
| Mirl Buchner         | Alemanya     | Esquí alpí | 0  | 1     | 2      | 3     |
| Andrea Mead-Lawrence | Estats Units | Esquí alpí | 2  | 0     | 0      | 2     |